# Klyschbingo
Klyschbingo, floskelbingo eller buzzwordbingo är en typ av bingo där brickan i stället för siffror innehåller olika buzzwords, klyschor och floskler. Spelet utförs ofta på mer avslappnade team-möten och liknande inom näringslivet, där varje deltagare gör sin bricka och bockar av efter hand som orden nämns under mötet. En viktig del av spänningen består i att våga ropa "Bingo!" mitt under mötet just när ens bricka blivit full, särskilt eftersom det är troligt att ett avslutande buzzword blir uttalat av just chefen. Annika Lantz har i sitt radioprogram Lantz i P4 en variant av leken, kallad borgfredsbingo.